# Barbara Comstock
Barbara Jean Comstock, nata Burns (Springfield, 30 giugno 1959), è una politica statunitense, membro della Camera dei Rappresentanti per lo stato della Virginia dal 2015 al 2019.

## Biografia
Nata nel Massachusetts, la Comstock si laureò alla Georgetown e successivamente intraprese la professione di avvocato e consulente politico. Per qualche tempo lavorò nell'ufficio del senatore Ted Kennedy, successivamente fu collaboratrice del deputato della Virginia Frank Wolf.
Nei primi anni duemila venne assunta dal Dipartimento di Giustizia come portavoce e direttore degli affari pubblici e in seguito tornò a svolgere la professione di avvocato.
Entrata in politica con il Partito Repubblicano, nel 2009 venne eletta all'interno della legislatura statale della Virginia e fu riconfermata per altri due mandati nel 2011 e nel 2013.
Nel 2014, quando Frank Wolf annunciò il suo ritiro dalla Camera dei Rappresentanti, la Comstock si candidò per il suo seggio e riuscì ad essere eletta deputata. Nel 2016 fu rieletta per un secondo mandato, sconfiggendo LuAnn Bennett, ex moglie del deputato Jim Moran. In quella tornata elettorale, la Comstock si oppose pubblicamente alla candidatura presidenziale di Donald Trump e lo invitò ad abbandonare la corsa dopo la pubblicazione del video in cui l'imprenditore esprimeva commenti sessisti. Nel distretto rappresentato dalla Comstock, Trump fu sconfitto da Hillary Clinton con un margine di circa dieci punti percentuali.
Nel 2018 la Comstock fu ritenuta da alcuni esperti di politica una possibile candidata al Senato contro Tim Kaine ma decise di candidarsi per un terzo mandato da deputata, in controtendenza rispetto a molti suoi colleghi repubblicani che rappresentavano distretti ritenuti competitivi e che preferirono non ricandidarsi piuttosto che affrontare sfide dispendiose. L'avversaria democratica della Comstock, Jennifer Wexton, risultò essere la favorita e la deputata in carica fu considerata estremamente vulnerabile. Al termine della campagna elettorale, la Wexton sconfisse la Comstock con un ampio margine di scarto.
Ideologicamente Barbara Comstock è una repubblicana conservatrice. Sposata con Elwyn Charles Comstock, è madre di tre figli.